# Tracker (software de búsqueda)
Tracker es un sistema de búsqueda para Linux y otros sistemas operativos tipo Unix. Tracker es también conocido por su velocidad, mayormente debido a que está escrito en el lenguaje C.
Es similar a otros sistemas de búsqueda como Beagle (también en variantes Unix), Spotlight en Mac OS X, o Google Desktop bajo Microsoft Windows.
Nautilus tiene soporte para Tracker y Beagle.
Uno de los desarrolladores de la aplicación Conduit sugirió que Tracker podría crear un «GNOME activado para metadatos», lo cual es similar a la idea de usar Baloo como framework indexador de metadatos en KDE 4.